# Blindley Heath
Blindley Heath – wieś w Anglii, w hrabstwie Surrey. Leży 9,5 km od miasta Redhill, 36,4 km od miasta Guildford i 35,6 km od Londynu. W 2015 miejscowość liczyła 1199 mieszkańców.